# برساء بيضاء
برساء بيضاء (الاسم العلمي:Persea alba) هي نوع من النباتات يتبع جنس البرساء من الفصيلة الغارية.